# Edraianthus dinaricus
Edraianthus dinaricus är en klockväxtart som först beskrevs av Anton Joseph Kerner, och fick sitt nu gällande namn av Richard von Wettstein. Edraianthus dinaricus ingår i släktet Edraianthus och familjen klockväxter. Inga underarter finns listade i Catalogue of Life.